# Karol Grzesik (1890–1940)
Karol Grzesik, ps. „Hauke” (ur. 30 maja 1890 w Siedliskach, zm. w maju 1940 w Kijowie) – polski polityk działający na Górnym Śląsku, poseł na Sejm RP II i III kadencji, marszałek Sejmu Śląskiego IV kadencji (1935–1939), prezydent Chorzowa. Kapitan rezerwy artylerii Wojska Polskiego, ofiara zbrodni katyńskiej.

## Życiorys
Urodził się jako syn Franciszka i Albiny z domu Kocur. Ukończył gimnazjum prywatne w Gliwicach w 1907, od 1908 uczył się w Gimnazjum św. Macieja we Wrocławiu. Zdał maturę w 1914 roku eksternistycznie w Schwedt. Odbył dwa semestry studiów teologicznych i dwa studiów prawa (1918) na uniwersytetach we Wrocławiu i Krakowie.
Podczas I wojny światowej w stopniu podporucznika służył w 54 pułku artylerii polowej w szeregach Armii Cesarstwa Niemieckiego. Wstąpił do Związku Młodzieży Polskiej „Zet” i od stycznia 1919 roku do Polskiej Organizacji Wojskowej, a po utworzeniu Dowództwa Głównego POW Górnego Śląska w lipcu 1919 roku został szefem referatu artylerii, potem instruktorem IV Okręgu Gliwickiego i komendantem III Okręgu (Prudnik, Racibórz, Koźle).
Po odzyskaniu przez Polskę niepodległości wstąpił do Wojska Polskiego. Brał udział w I powstaniu śląskim (od września do października 1919 był więziony w Katowicach i Raciborzu) oraz w II powstaniu śląskim (jako komendant II sotni w Gliwicach w stopniu kapitana). Od grudnia 1920 adiutant i przedstawiciel Polski w Komendzie Głównej Policji Plebiscytowej (Abstimmungspolizei Oberschlesien) w Opolu. Od kwietnia do czerwca 1921 był szefem Głównego Inspektoratu Dowództwa Obrony Plebiscytowej i dowództwa Grupy Operacyjnej „Wschód” w III powstaniu śląskim. 2 czerwca 1921 ogłosił się naczelnym wodzem powstania, za co został aresztowany na rozkaz Wojciecha Korfantego i postawiony przed sądem polowym (potem sprawa została umorzona). Był współpracownikiem Związku Byłych Powstańców i Związku Powstańców Śląskich (był prezesem tej drugiej organizacji od 1923 do 1925). Został awansowany do stopnia kapitana artylerii ze starszeństwem z dniem 1 czerwca 1919. W 1923, 1924 był oficerem rezerwowym 6 pułku artylerii polowej w Krakowie. W 1934 jako kapitan rezerwy był przydzielony do Oficerskiej Kadry Okręgowej nr V jako oficer po ukończeniu 40. roku życia i pozostawał wówczas w ewidencji Powiatowej Komendy Uzupełnień Królewska Huta.
Od 1926 był naczelnikiem gminy Wielkie Hajduki. Od 1927 należał do Związku Naprawy Rzeczypospolitej, w 1928 współorganizował Narodowo-Chrześcijańskie Zjednoczenie Pracy (górnośląski odpowiednik BBWR). Pełnił mandat posła na Sejm RP II (1928-1930) i III (1930-1935) kadencji. W obu przypadkach był wybierany w okręgu nr 28 w Królewskiej Hucie (od 1934 Chorzów) z listy BBWR. Od 1935 do 1939 był marszałkiem Sejmu Śląskiego IV kadencji reprezentujący Narodowo-Chrześcijańskie Zjednoczenie Pracy. Od 1936 był prezydentem Chorzowa.
W 1930 organizator Generalnej Federacji Pracy i prezes jej wydziału na Górnym Śląsku, od 1937 przywódca Zjednoczonych Związków Zawodowych w Polsce, od 1938 jeden z dwóch wiceprezesów Zjednoczenia Polskich Związków Zawodowych. W 1936 był członkiem założycielem Towarzystwa Popierania Wyższych Studiów Nauk Społeczno-Gospodarczych. Od 1937 do 1939 prezes górnośląskiego okręgu OZN. Członek rad nadzorczych wielu przedsiębiorstw, m.in. Wspólnoty Interesów Górniczo-Hutniczych.
Przed wybuchem II wojny światowej został umieszczony przez Niemców w Sonderfahndungsbuch Polen – specjalnej księdze gończej. Wyjechał do Lublina, następnie do Lwowa. Po agresji ZSRR na Polskę 17 września 1939 na terenach wschodnich II Rzeczypospolitej został aresztowany przez sowietów. W 1940 został zamordowany przez NKWD. Jego nazwisko figuruje na tzw. Ukraińskiej Liście Katyńskiej, opublikowanej w 1994 (został wymieniony na liście wywózkowej 56-3/76, oznaczony numerem 661).
Karol Grzesik był kawalerem. Jego siostrzenicą jest śpiewaczka Krystyna Szostek-Radkowa.

## Ordery i odznaczenia
- Krzyż Srebrny Orderu Virtuti Militari nr 7558
- Krzyż Komandorski Orderu Odrodzenia Polski (28 grudnia 1936)[13]
- Krzyż Niepodległości z Mieczami (6 czerwca 1931)[14]
- Krzyż Walecznych
- Krzyż na Śląskiej Wstędze Waleczności i Zasługi
- Złota Odznaka Honorowa Ligi Obrony Powietrznej i Przeciwgazowej I stopnia[15]
- Krzyż Żelazny II klasy (Cesarstwo Niemieckie)
- Order św. Sawy (Królestwo Serbów, Chorwatów i Słoweńców)